# 台灣播出之韓劇列表 (2009年)
台灣播出之韓劇列表為在2009年台灣播映過之韓國戲劇
| 日期     | 劇名              | 韓國電視台 | 台灣電視台                 | 主要演員                                                                         | 網站                        |
| 01月20日 | 我們這一家        | MBC        | 八大第一台                 | 洪恩熙、金多仁、金男珍、鄭成雲                                                   | 網頁                        |
| 01月20日 | 倒紅酒的惡魔      | MBC        | 愛爾達影劇台               | 姜成真、金晶和、朴秀珍                                                           | 網頁 （页面存档备份，存于） |
| 01月28日 | 愛情殺手吳水晶    | SBS        | 東森綜合台                 | 嚴正花、吳智昊、朴多安、姜成鎮、安善英                                           | 網頁                        |
| 01月29日 | 誰來愛我          | KBS        | 八大戲劇台 中視            | 尹晶喜、金錫勳、鄭糠雲                                                           | 網頁                        |
| 02月2日  | 冬候鳥            | MBC        | 緯來戲劇台                 | 朴宣暎、李太坤、尹相鉉、黃靜音                                                   | 網頁                        |
| 02月2日  | 百濟王子 薯童     | SBS        | 台視 緯來綜合台            | 見緯來戲劇台《薯童謠》主要演員                                                   | 網頁 （页面存档备份，存于） |
| 02月11日 | 復活              | KBS        | 八大戲劇台                 | 嚴泰雄、韓志旼、高周元、蘇怡賢                                                   | 網頁                        |
| 03月1日  | 茱麗葉的男人      | SBS        | 八大娛樂K台                | 車太鉉、芮智媛、池珍熙、金敏喜                                                   | 網頁                        |
| 03月2日  | 大老婆的反擊      | SBS        | 東森綜合台 華視            | 金慧渲、吳賢慶、孫賢周、吳大奎、安內相                                           | 網頁（页面存档备份，存于）  |
| 03月9日  | 加油！貧窮男      | KBS        | 衛視中文台                 | 見中視《再見了悲傷》主要演員                                                     | 網頁                        |
| 03月23日 | 騙你騙到愛上你    | KBS        | 緯來戲劇台                 | 朴健衡、李荷娜、朴詩妍、金南佶                                                   | 網頁 （页面存档备份，存于） |
| 03月30日 | 風之畫師          | SBS        | 台視                       | 文瑾瑩、朴新陽、柳承龍、文彩元                                                   | 網頁 （页面存档备份，存于） |
| 04月9日  | 壞女孩私密日記    | CGV        | 愛爾達影劇台               | 鄭熙婷、宋仁華、朴鐵浩 黃靜音、金松河、林星言                                    | 網頁 （页面存档备份，存于） |
| 04月23日 | 急診室的春天      | MBC        | 台視                       | 車太鉉、金廷恩、柳鎮                                                             | 網頁 （页面存档备份，存于） |
| 04月24日 | 最強我媽媽        | KBS        | 緯來戲劇台                 | 陳浣、沈惠珍、友莉、朴旻智                                                       | 網頁 （页面存档备份，存于） |
| 04月27日 | 我人生最後的緋聞  | MBC        | 台視                       | 崔真實、鄭俊鎬、鄭雄仁、卞貞秀                                                   | 網頁 （页面存档备份，存于） |
| 04月27日 | 告別單身          | KBS        | 八大戲劇台                 | 千正明、尹素怡、金敏喜、李在龍、羅文姬                                           | 網頁                        |
| 04月28日 | 幸福百分百        | SBS        | 緯來戲劇台                 | 金孝珍、李勳、李鐘原、金鐘瑞 蔡英仁、河鍚鎮、崔智娜                              | 網頁 （页面存档备份，存于） |
| 04月29日 | 伊甸園之東        | MBC        | 中視 八大戲劇台            | 宋承憲、延政勳、李多海 朴海鎮、韓智慧、李沇熹                                    | 網頁 （页面存档备份，存于） |
| 04月30日 | 情定泰勒瓦        | SBS        | 緯來戲劇台                 | 韓惠珍、金柱赫、柳善、奇太映                                                     | 網頁 （页面存档备份，存于） |
| 5月10日  | 花樣男子 流星花園 | KBS        | 中視 八大綜合台 八大戲劇台 | 具惠善、李敏鎬、金賢重、金汎、金俊                                               | 網頁 （页面存档备份，存于） |
| 5月11日  | 菜鳥變鳳凰        | SBS        | 衛視中文台                 | 尹素怡、李陣郁、金承洙                                                           | 網頁                        |
| 5月14日  | 聚光燈            | MBC        | 台視                       | 池珍熙、孫藝珍、晉久、趙胤熙                                                     | 網頁 （页面存档备份，存于） |
| 5月29日  | 我的甜蜜首爾      | SBS        | 愛爾達影劇台               | 崔江熙、智鉉寓、李善均、文晶熙                                                   | 網頁 （页面存档备份，存于） |
| 5月30日  | 鋼琴              | SBS        | 八大第一台                 | 高洙、金荷娜、曹在顯、趙寅成 趙敏秀、鄭盛煥、申承煥、趙相紀                      | 網頁                        |
| 6月1日   | 幸福女人花        | SBS        | 衛視中文台                 | 沈惠珍、張東植、鄭盛煥、吳允兒                                                   | 網頁                        |
| 6月2日   | 奪愛              | SBS        | 八大第一台                 | 林晶恩、河珠熙、崔令、仁成                                                       | 網頁                        |
| 6月3日   | 明星的戀人        | SBS        | 台視 愛爾達影劇台          | 崔智友、劉智泰、李己雨、車藝蓮                                                   | 網頁（页面存档备份，存于）  |
| 6月17日  | 食客              | SBS        | 緯來戲劇台                 | 金來沅、南相美、權伍中、金素妍                                                   | 網頁 （页面存档备份，存于） |
| 6月22日  | 你是我的命運      | KBS        | 緯來戲劇台                 | 潤娥、朴載正、孔賢珠、李志勳、李必模                                             | 網頁（页面存档备份，存于）  |
| 6月24日  | 妻子的誘惑        | SBS        | 八大戲劇台                 | 張瑞希、金瑞亨、邊宇民、李在皇                                                   | 網頁                        |
| 6月29日  | 老大的千金        | KBS        | 緯來戲劇台                 | 梁東根、朴敏英、孫泰英、柳泰雅、朴俊奎                                           | 網頁 （页面存档备份，存于） |
| 6月29日  | 搞笑一家親        | MBC        | 東森綜合台                 | 李順載、羅文姬、鄭俊河、朴海美 崔民永、申智、徐敏貞、金慧星 丁一宇、金汎、朴敏英 | 網頁                        |
| 7月8日   | 很愛很愛妳        | MBC        | 八大戲劇台                 | 孔劉、成宥利、南宮民、李沇熹                                                     | 網頁                        |
| 7月20日  | 傻瓜              | KBS        | 台視                       | 金亞中、黃正民、朱相昱 李清娥、全美善、白成鉉                                    | 網頁 （页面存档备份，存于） |
| 7月22日  | 賢內助女王        | MBC        | 中視 八大戲劇台            | 金南珠、吳智昊、李惠英 崔浩哲、鮮善、尹相鉉                                      | 網頁                        |
| 08月3日  | 愛的謊言          | MBC        | 八大戲劇台                 | 申恩慶、金海淑、金佑錫、陳泰賢、林志恩                                           | 網頁                        |
| 08月10日 | 愛在青瓦臺        | KBS        | 緯來戲劇台                 | 蔡琳、李陣郁、李鐘赫                                                             | 網頁 （页面存档备份，存于） |
| 08月13日 | 愛情全壘打        | SBS        | 八大戲劇台                 | 金喜善、李東健、李陣郁 尹世雅、林釆武、金寶妍                                    | 網頁                        |
| 08月14日 | 像他們一樣相愛    | SBS        | 愛爾達影劇台               | 李孝利、李東健、鄭俊鎬                                                           | 網頁 （页面存档备份，存于） |
| 08月17日 | 結婚保證班Zero    | MBC        | 愛爾達影劇台               | 李太成、強仁、李多仁、Typhoon、金喜元                                            | 網頁 （页面存档备份，存于） |
| 08月22日 | 銀幕              | SBS        | 八大娛樂K台                | 朴正哲、金泰希、吳承賢 孔劉、全美善、朴亨俊                                      | 網頁                        |
| 08月25日 | 復仇的代價        | SBS        | 緯來戲劇台                 | 見緯來綜合台《文熙》主要演員                                                     | 網頁 （页面存档备份，存于） |
| 9月8日   | 可可島的秘密      | MBC        | 愛爾達影劇台               | 金宣敬、李多熙、尹相鉉、申盛宇、沈亨倬                                           | 網頁 （页面存档备份，存于） |
| 9月14日  | 貝多芬病毒        | MBC        | 緯來戲劇台                 | 金明民、張根碩、李智雅、李順載、宋鈺宿                                           | 網頁 （页面存档备份，存于） |
| 9月17日  | 愛上醜八怪        | SBS        | 東森綜合台                 | 金智英、金佑錫、朴尚民、王嬪娜                                                   | 網頁                        |
| 9月20日  | 重返單身          | SBS        | 八大娛樂K台                | 金芝荷、鄭善敬、金成珉、趙美玲 孫賢周、姜慶俊、安奭奐、金世俊                    | 網頁                        |
| 10月2日  | 來不及的愛        | KBS        | 八大戲劇台                 | 劉五性、蔡時那、趙軟祐、崔如真                                                   | 網頁                        |
| 10月6日  | 誘惑的人生        | KBS        | 東森綜合台                 | 崔明吉、朴相元、錢忍和、朴藝珍、鄭糠雲                                           | 網頁                        |
| 10月9日  | 東京太陽雨        | SBS        | 愛爾達影劇台               | 金思朗、金太祐、晉久、李基榮、IVY                                                | 網頁 （页面存档备份，存于） |
| 10月12日 | 小媳婦與少奶奶    | SBS        | 緯來戲劇台                 | 文晶熙、李宗秀、金妍珠、鄭燦                                                     | 網頁 （页面存档备份，存于） |
| 10月22日 | 善德女王          | MBC        | 緯來戲劇台                 | 李枖原、高賢廷、嚴泰雄 金南佶、俞承豪、朴藝珍                                    | 網頁 （页面存档备份，存于） |
| 10月29日 | 幸福的背後        | KBS        | 東森綜合台                 | 張新英、李尚禹、朴惠媛 大谷慶彥、趙如晶、沈亨倬                                  | 網頁                        |
| 11月2日  | 媽媽發怒了        | KBS        | 八大戲劇台                 | 申恩慶、柳鎮、姜富子、金正賢 金智有、李幼梨、奇太映、金娜雲                      | 網頁                        |
| 11月11日 | 燦爛的遺產        | SBS        | 八大戲劇台                 | 李昇基、韓孝周、裴秀彬、文彩元                                                   | 網頁                        |
| 11月14日 | 幸運草            | SBS        | 八大娛樂K台                | 李孝利、柳鎮、金晶和、金剛                                                       | 網頁                        |
| 11月14日 | 來生              | MBC        | 國興衛視                   | 柳秀榮、金道勳、朴在範                                                           | [ 網頁]                     |
| 11月23日 | 家門的榮光        | SBS        | 衛視中文台                 | 尹晶喜、朴施厚、金成珉、全盧民 全惠璡、李賢鎮、羅映姬、申多恩                    | 網頁 （页面存档备份，存于） |
| 11月24日 | 玻璃之城          | SBS        | 愛爾達影劇台               | 見衛視中文台《菜鳥變鳳凰》主要演員                                               | 網頁 （页面存档备份，存于） |
| 12月1日  | 他們的世界        | KBS        | 愛爾達影劇台 中天綜合台    | 宋慧教、炫彬、李多仁 嚴基俊、裴宗玉、李浚赫                                      | 網頁                        |
| 12月21日 | 狐狸丫你在做什麼  | MBC        | 愛爾達影劇台               | 見八大戲劇台《狐狸你在做什麼》主要演員                                           | [ 網頁]                     |
| 12月23日 | 最強七友          | KBS        | 愛爾達影劇台               | 文晸赫、具慧善、劉亞仁、全盧民                                                   | 網頁 （页面存档备份，存于） |
| 12月24日 | 愛你，別哭        | MBC        | 緯來戲劇台                 | 李廷鎮、李幼梨、吳承賢、李相侖                                                   | 網頁（页面存档备份，存于）  |

## 外部連結
- 韓國偶像劇場 （页面存档备份，存于）